# August Böhmer
August Böhmer (* 23. Dezember 1860 in Schötmar; † 20. April 1945 in Detmold) war ein deutscher Verwaltungsjurist und Staatsrat im Landespräsidium Lippe.

## Leben
Nach dem ersten juristischen Staatsexamen wurde August Böhmer Gerichtsreferendar und leistete vom 1. Oktober 1884 bis zum 30. September 1885 seinen Militärdienst als Einjährig-Freiwilliger. Nach der großen juristischen Staatsprüfung am 30. März 1889 wurde er Gerichtsassessor und der Regierung des Fürstentums Lippe überwiesen. Als Regierungsassessor gehörte er zum Jahresbeginn der Fürstlichen Regierung an. 
Zu der Zeit wurde das Fürstentum durch den Fürsten Leopold. IV. regiert.
Am 16. August 1894 „mit der Verwaltung der neu errichteten Stelle des vierten Regierungsraths“ beauftragt, wurde er am 1. Oktober 1907 dritter Regierungsrat und noch vor Kriegsbeginn Geheimer Regierungsrat. Böhmer musste Kriegsdienst leisten und war als Hauptmann der Landwehr bei der Bahnhofskommandantur Paderborn eingesetzt und wurde 1916 aus dem Heeresdienst entlassen. Nach dem Krieg kehrte er an seinen Arbeitsplatz zurück und wurde zum 1. April 1919 zugleich Vorsitzender des Oberverwaltungsgerichts Detmold. Im selben Monat wurde er zweiter Regierungsrat und Geheimer Oberregierungsrat.
Vom 20. Februar 1925 bis zum 1. Oktober 1925 war er Mitglied des Landespräsidiums Lippe, das nach den Artikeln 26 und 32 der Landesverfassung aus drei gleichberechtigten Mitgliedern bestand; neben dem Ministerpräsidenten Heinrich Drake die beiden Staatsräte Rudolf Müller und August Böhmer. Derzeit hatten die überwiegend sozial-liberal geführten Landespräsidien einige Schwierigkeiten damit, überzeugte Republikaner für die Stellen im Staatsdienst zu finden. Böhmer sprang 1925 als „Unppolitischer“ im Präsidium ein, als sich dort keine Mehrheiten fanden.
Zum 31. März 1926 ging Böhmer in den Ruhestand und war danach bis auf weiteres mit der Wahrnehmung von Verwaltungsaufgaben (Oberversicherungsamt, Militärversorgungsgericht) beschäftigt und dabei unmittelbar dem Landespräsidium unterstellt. Im Oktober 1932 zeitweise mit der Urlaubsvertretung des Landrats Schweiger beauftragt, endete sein Beschäftigungsverhältnis zum 31. Mai 1933.

### Öffentliche Ämter
- Vorsitzender des Verwaltungsrats der Lippischen Landesbank
- Vorsitzender  des Verwaltungsrats der Lippischen Landesbank
- Kommissar der Unterstützungskasse